# علم المستقبل

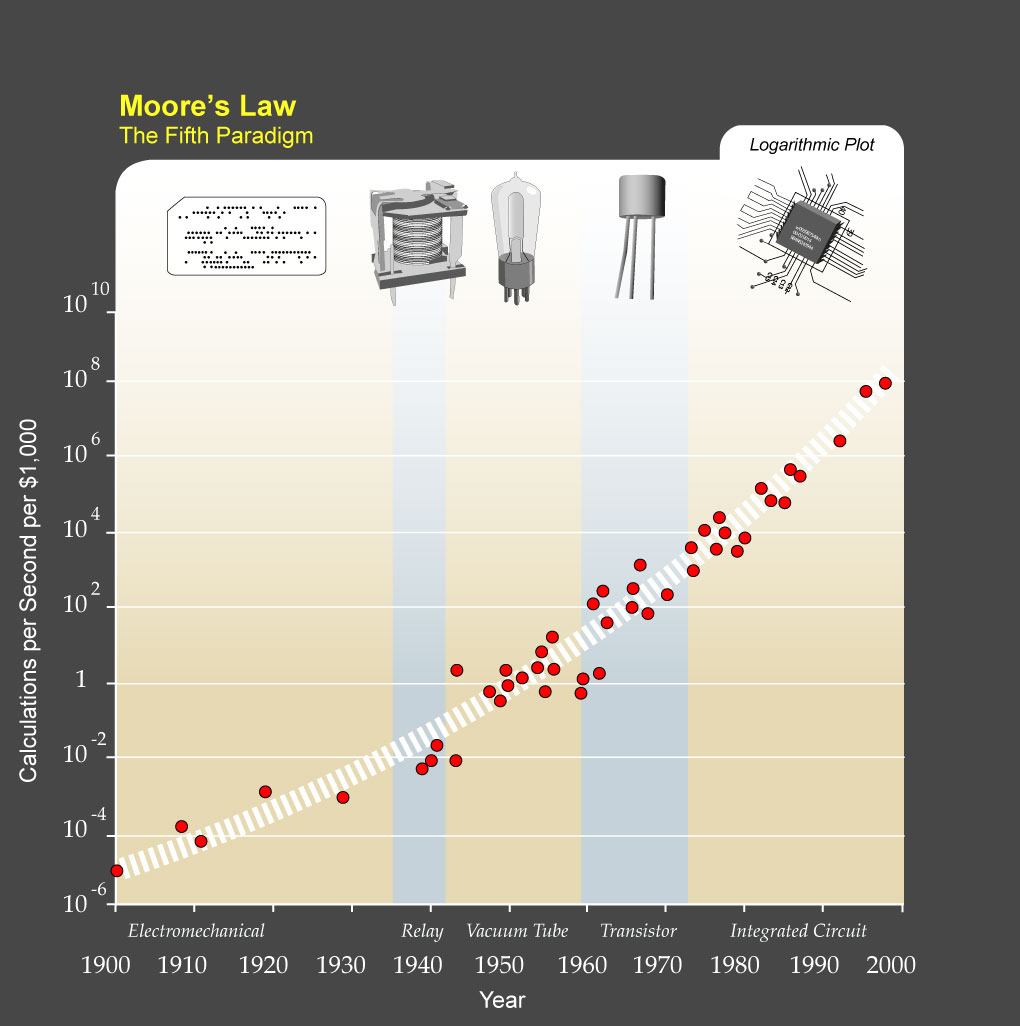

علم المستقبل أو علم المستقبليات أو الدراسات المستقبلية أو الاستشرافية (بالإنجليزية: Futures studies أو Futurology)‏ هو علم يختص بالمحتمل والممكن والمفضل من المستقبل، بجانب الأشياء ذات الاحتماليات القليلة لكن ذات التأثيرات الكبيرة التي يمكن أن تصاحب حدوثها، حتى مع الأحداث المتوقعة ذات الاحتماليات العالية، مثل انخفاض تكاليف الاتصالات، أو تضخم الإنترنت، أو زيادة نسبة شريحة المعمرين ببلاد معينة، فإنه دائما ما تتواجد احتمالية «لا يقين» (بالإنجليزية: Uncertainty)‏ كبيرة ولا يجب أن يستهان بها. لذلك فإن المفتاح الأساسي لاستشراف المستقبل هو تحديد وتقليص عنصر «لا يقين» لأنه يمثل مخاطرة علمية.
وخلال الثمانينات والتسعينات تطور علم دراسات المستقبل، لتشمل مواضيع محددة المحتوى وجدول زمني للعمل ومنهج علمي، يتحدث مع عالم اليوم، الذي يتسم بتغيير متسارع.

## مبادئ الدراسات المستقبلية
1. استخلاص عبرة من الماضي من خلال دراسة أهم التطورات على المستويين الدولي والإقليمي وما ينتج عنها من تأثيرات مثل: الفرص المُتاحة، القيود المفروضة أو التهديدات والمخاطر الناجمة، بهدف تحديد صورة مستقبلية.
2. تصور وضع مستقبلي، لعقدين أو ثلاثة عقود، لتحديد بالتفصيل الأهداف والمصالح، وذلك باستخدام النماذج الرياضية الحديثة.
3. تجنب أي انحياز أيديولوجي، والانطلاق من المسلمات والافتراضات المتفق عليها من مختلف الاتجاهات البحث العلمي والفكري والعقائدي والتكنولوجي؛
4. تعيين القدرات اللازمة لإنجاز أي مسار مستقبلي، وحساب النفقات اللازمة والمخاطر. وكذلك تحديد الآليات اللازمة للتنمية والتي ينبغي أن تشمل أهداف معروفة علميا، وتطوير الخبرات العلمية في مجال إدارة المشاكل المعقدة؛
5. التركيز على عوامل التنمية في مختلف القطاعات، لتحقيق بشكل فعال الأهداف؛
6. اعتماد سيناريوهات مختلفة، معدة سلفا، لجميع الحالات الطارئة المحتملة، والتي تخزن للسماح بعد ذلك يستخدمها من صانعين القرار، وفقاً لحجم الأزمة المستقبلية المحتملة. هذه العوامل تساعد بشكل رئيسي على تحديد واحدة من أربعة نماذج رئيسية.

## نماذج الدراسات المستقبلية الأربعة

### النموذج البديهي
يعتمد على الخبرة العملية ولكنة يفتقر من وجود قاعدة كبيرة من البيانات والمعلومات. مستمد فقط من رؤية بديهية ناتجة عن خبرة ذاتية. وهو محاولة للتعرف على التفاعلات المستمدة من قضية معينة. فإن الحدس في هذه القضية ليست مصدر إلهام لكنها تقدير يعتبره الباحث مناسبا لبعض الحالات المستقبلية المحتملة؛

### النموذج الاستكشافي
يشير إلى مستقبل ممكن من خلال مثال يوضح العلاقات والتشابكات؛
وهذه العلاقات والتشابكات تقوم على ثلاثية الماضى والحاضر والمستقبل والعلاقة التناغمية القائمة بينهم فمستقبلنا نرسمه في حاضرنا وحاضرنا كان مستقبل ماضينا

### النموذج الاستهدافي أو المعياري
وهو تطوير للنموذج البديهي، ولكنة يستفيد من مختلف التقنيات العلمية المستخدمة.

### نموذج التغذية العكسية
يركز هذا النموذج على جميع المتغيرات في إطار موحد يجمع النموذجيين السابقين، وذلك على شكل ردود فعل ولهذا فهو يعتمد على التفاعل، على عدم نسيان الماضي وعلى عدم تجاهل الأسباب الموضوعية التي ربما تتدخل لتغيير مسار المستقبل. فهو يجمع، بما فيها البحوث الاستكشافية، البيانات والوقائع والبحث التنظيمي، وأنه يعلق أهمية خاصة على الإبداع والخيال والتقدير. هذا النموذج يمثل خطوة إلى الأمام للبحث المنهجي المستقبلي.

## السيناريو
السيناريو المستقبلي هو أحد نتاج العلم الحديث يقوم أساساً على دراسة الجدوى، وهذا يعني السيطرة على الخطة، إمكانية استمراريتها، الوفاء بالتزاماتها المادية، توفير القيادة التقنية والتغلب على العقبات الخارجية التي قد توقف السيناريو في إحدى مراحلة، في نهاية المطاف فوائد السيناريو، وإذا كان من المجدي أن يواصل أو ايقافة، رفع مستوى التطور العلمي في المجال قيد الدراسة. السيناريو الذي لا يأتي من لا شيء، لكنه يعتمد بشكل رئيسي على منظومة كبيرة من البيانات المبرمجة والمخزنة والتي يتم تحديثها باستمرار وفقا للتغيرات في جميع الميادين.
السيناريو:
- هو فرع رئيسي من علم المستقبل وظيفته هو وصف لمختلف الأحداث المحتملة وتحليل نتائجها.
- هو وصف لوضع مستقبلي وسبل إدارته.
- هو قصص عن المستقبل يشمل الماضي والحاضر.
- هو وصف لمستقبل محتمل، أكثر من كونه توقعات محتملة لمستقبل فعلي.
- السيناريو هو سلسلة من الافتراضات لأحداث مقبلة
- صورة متناسقة لمستقبل محتمل
- يعرف بأنه نظام عمل مبرمج للاستجابة على الأحداث والتطورات الرئيسية داخل إطار من التخطيط المستقبلي للدولة أو مؤسسة، وذلك بهدف تحقيق النجاح في المستقبل.

التعريف العلمي المقترح للسيناريو هو: وصف لوضع مستقبلي ممكن أو مرغوب فيه، وتوضيح خصائص المسار أو المسارات التي تؤدي اليه، بدءا من الوضع الراهن، أو من وضع ابتدائي مفترض.

### خصائص السيناريو
- كتابته تتطلب إبداع وخيال فكري عميق.
- يستند على منهج علمي دقيق للحصول على الحقائق.
- يستند على أحداث رئيسة واقعية.
- يقوم على تحقيق أهداف وطنية أو سياسية أو عسكرية أو اقتصادية «، أو الوصول إلى أقرب ما يمكن من هذه الأهداف.»
- عدد السيناريوهات يمكن أن يكون من اثنين إلى أربعة
- تتم صياغته بسرية كبيرة في بيانات يستخدمها المتخصصين في المجالات المحتفلة المتعلقة.
- يعتمد على حشد من العلماء والخبراء

### أقسام السيناريو
ينقسم السّيناريو إلى قسمَين:
1. صنع الأزمة: هذا هو سيناريو إيجابي يفرض إرادته، من خلال صنع أزمة معينة، تهدف إلى إجبار الطرف الآخر على قبول قرار ما. هذا السيناريو يتسم بإجراءات إيجابية فاعلة، ويفرض مواقف محددة على قيادة الطرف الآخر للتعامل معها، ومن خلال ذلك، ينفذ القرار. العقد الماضي شهد العديد من هذا النوع من السيناريو، سواء في الخليج أو في مناطق أخرى من العالم.
2. مواجهة الأزمة: تتمثل كإجراءات سلبية (دفاعية) وإيجابية (هجومية)، نشطة للتعامل مع الأحداث الخارجية أو الداخلية، لتسخير الإمكانات، لتحديد الأسلوب ولتوظيف الأشخاص والمنظمات التي سوف تعالج مراحل الأزمة. هذا السيناريو لا بد منة للحفاظ على استمرارية وسلامة 'الدولة والمؤسسات، وعدم تعرضهم لصدمات قوية.

هذا السيناريو يشمل جميع القطاعات الأخرى، مثل: دراسات الجدوى وخطط مستقبلية. ويمكن فهم الطريقة التي تمكن من تحويل الأزمة من سلبية إلى إيجابية، وتحقيق الهدف المستقبلي المقترح.

## طرق بناء السيناريوهات المستقبلية
- 1 الطريقة الحدسية (اللانظامية)
- 2 الطريقة النظامية (النموذجية)
- 3 الطريقة التفاعلية (التفاعل بين الحدسية والنموذجية)

## الدراسات المستقبلية العربية: اتجاهات وملامح أولية
نشأت الدراسات المستقبلية، أو علوم المستقبل بشكلها الحالي نشأة غربية، ويترتب على هذا عدة نتائج يتوقع بروزها في الكتابات العربية، فنشوء الدراسات المستقبلية في الغرب يترتب عليه عدة ردود فعل ما بين متريب، مندهش، معجب، ورافض، ومن يريد أن تكون لدينا مثل هذه الدراسات لنفس الدواعي، أو لنفس الأهداف، أو لدواعي وأهداف مختلفة، ومن ثم تظهر المواقف الرافضة تماماً، المنبهرة تماما، الاستطلاعية، المهتمة الناقدة، التوفيقية، المؤصلة، الخ. كل ردود الفعل تلك من المتوقع أن تنعكس على خريطة التصنيفات والتوجهات في الكتابات التي حاولت أو تحاول التعريف بدراسات المستقبل.
1- من حيث مفهوم الدراسات المستقبلية:
«دراسة المفاهيم: تعد من أفضل الطرق لتقييم أي علم من العلوم، فكل العلوم تعتمد على المفاهيم، فهي الأفكار التي حملت أسماء. وهي التي تحدد السؤال الذي يسأله الباحث، وتحدد كذلك الإجابة عليه، وهي البناء الأساسي الذي تؤسس عليه النظريات. فالعلم دائماً يبدأ بتشكيل المفاهيم التي تصف العالم. إذ أنه قبل شرح الظواهر لابد من وصفها، فالسؤال...لماذا؟ لابد أن يأتي بعد... ماذا؟» بالنظر لمفهوم الدراسات المستقبلية في إطار عدد من الكتابات التي اهتمت بالتعريف بالدراسات المستقبلية، يمكن التمييز بين عدد من الاتجاهات على النحو لآتي:
- اتجاه يسعى للتعريف بها كما نشأت في سياقها الغربي:
- اتجاه ينقل تعريفها ومراحل التغير والتحول التي مرت بها بهدف التعريف بها:

ويبدو هذا الاتجاه بدهياً، إذا ما أخذنا في الاعتبار أن الدراسات المستقبلية بشكلها الحالي نشأت وانتشرت في السياق الغربي، ومن ثم يكون طبيعياً البدء بالتعريف بها في سياقها.
- اتجاه ينقل المفهوم ومراحل التحول من أجل التعريف أولاً والدعوة لتبنيها كما هي ثانياً.

ويلاحظ أن التفريق بين الاتجاهين هو تفريق لغرض التحليل، إذ عملياً قد يصعب تحديد ما إذا كان الكاتب يدعو ضمناً إلى تبني الدراسات المستقبلية الغربية بنفس المفهوم والمنهج ولنفس الدواعي والأهداف أم لا، حيث أن نقل المفهوم دون نقده قد يفتح الباب لفهم ذلك الموقف على أنه قبول للمفهوم، أو قبول المفهوم يعني الموافقة على مضمونه ومحتواه" ودواعيه وأهدافه.
2. اتجاه يبرز اهتماماً بكيفية تبني الدراسات المستقبلية:
وهو يقارن بالاعتراف بأهمية الدراسات المستقبلية أيضاً أهمية الأخذ في الاعتبار عنصر الملاءمة وأهمية التأصيل.
- اتجاه يحمل في ثناياه محاولة التوفيق *(إن صح التعبير)، وبيان أهمية الدراسات المستقبلية، فهو في معرض التعريف بالدراسات المستقبلية يحرص على أن يؤكد أنها ليست محاولة تنبؤ أو افتراء على الغيب (ويلاحظ هنا تكرار التأكيد على أن الدراسات المستقبلية لا تنافي الإيمان بالغيب وبالقضاء والقدر)، ويشير إلى أهمية وحاجة العالم العربي/الإسلامي/العالم الثالث إلى تطوير (دراساته المستقبلية).
- اتجاه يحاول التأصيل و/أو تسكين الدراسات المستقبلية كمفهوم وكمجال دراسة في إطار رؤية إسلامية للمستقبل ويعبر عن ذلك مثلاً المركز الإسلامي للدراسات المستقبلية والأهداف التي وضعها له وينعكس ذلك في الفصلية التي يصدرها، وهو لا يمثل المساهم الوحيد في هذا المضمار سواء في محاولة التأصيل أو الدعوة لأهميته.

وإذا كان كلا الاتجاهين (أ) و (ب) يتفقان في ضرورة أن يكون لنا دراسات مستقبلية عربية/إسلامية، فأين موضع الاختلاف الذي سوغ للفصل بينهما؟
يأتي الاختلاف في تكييف تلك الضرورة، فمثلاً الاتجاه (أ) سيركز على المحصلة النهائية لوجود أو عدم وجود دراسات مستقبلية في عالمنا العربي/الإسلامي، وسيبرز أهمية الدواعي والأهداف الخاصة بالواقع العربي الإسلامي...فتأتي الدواعي والضرورات في إطار: «رسم مستقبلنا قبل أن يرسمه لنا آخرون»، «غياب العالم العربي/الإسلامي عن خريطة الإسهام في الدراسات المستقبلية». أما الاتجاه (ب) يدعو إلى أو يحاول أن يبين موقع الاهتمام بالمستقبل ضمن منظومة أكبر، فتكون الضرورات ليست مرتبطة فقط بالمحصلات النهائية للدراسات المستقبلية، بل بالتأصيل لها من ناحية المفهوم وبيان موقعه من خريطة المفاهيم الأوسع المرتبط بها، والإطار المرجعي، وبالطبع الإطار المنهجي...أو إجمالاً موقع الدراسات المستقبلية - مفهوماً، ورؤية، ومنهجاً، ودواعي وأهدافاً - في المنظور المعرفي الإسلامي.
2- من حيث رؤية الدراسات المستقبلية كمجال دراسة (دواعي وأهداف الدراسة):
تربط بعض الكتابات بين الدراسات المستقبلية والمفاهيم الكبرى المرتبطة بها مثل الزمن، التاريخ، رؤية العالم، وإذا أخذنا في الاعتبار التقسيم السابق في التعامل مع الدراسات المستقبلية سنجد بعض الكتابات التي تربط بينها وبين المفاهيم الإسلامية الكبرى والمفاهيم العامة الأخرى، إلا أن كثيراً ممن تعرض للمفاهيم الكبرى المتعلقة بالدراسات المستقبلية تعرض لتلك المفاهيم المصاغة في السياق الغربي، وقد يكون هذا متعلقاً بإشكالية النقل، فكثير من تلك الكتابات إذ تحاول التعريف بالدراسات المستقبلية لا تذهب أبعد من ذلك للتأصيل لها، ومن ثم فإن نقل ماهيتها كما نشأت في الغرب بدون التأصيل لعلاقتها بالواقع لا يلزم الكاتب بالتأصيل للمفاهيم الكبرى وعلاقتها بالدراسات المستقبلية لأن النقل لا يعبر في الأغلب الأعم عن الإطار النظري المتكامل بقدر ما يعرض الصورة النهائية.
على مستوى آخر نجد عدداً من الكتابات تقوم بدلاً من الربط، بالخلط...فالمتتبع لعدد من الكتابات التي تتناول الدراسات المستقبلية (و ليس جميعها) يمكن أن يضل طريقه بمنتهى السهولة بين عدد من المفاهيم المرتبطة ولكن المختلفة في نفس الوقت، حيث يتم التعامل مع الدراسات المستقبلية والوعي بالمستقبل والتخطيط للمستقبل والتفكير الاستراتيجي والرؤية المستقبلية وغيرها كأنها تعني نفس الشيء، وتلك المفاهيم على ارتباطها الوثيق لا يجب أن يتم التعامل معها جميعاً كأنها واحد، لأن وجود مشروعات تخطيطية - مثلاً - لا يعني بالضرورة وجود رؤية إستراتيجية ورؤية مستقبلية؛ ووجود أو غياب مشروعات للدراسات المستقبلية قد لا يعكس وجود أو غياب رؤية مستقبلية...فان كانت الثانية توفر إطاراً ضرورياً للأولي، فإن غياب الدراسة قد لا يعني بالضرورة غياب الرؤية، وفي نفس الوقت لا يكفي القيام بمشروع مبهر لاستشراف مستقبل مجتمع ما لنتخذه دليلاً على أن هذا المجتمع يتمتع برؤية مستقبلية...الخ.
يثور أيضاً (في إطار التقسيم السابق) تساؤل حول فكرة استيراد أو استعارة الدراسات المستقبلية، وعلاقته بـ«موضة المفاهيم»، استعارة المفهوم كما هو بدون النظر في اعتبارات الملاءمة والمناسبة، وهو ما يؤدي بعد فترة إلى الرجوع للتساؤل عن أزماته فيظل دائماً على أجندة الإشكاليات لا كأداة مساعدة ولكن كموضوع إشكالي في حد ذاته، وقد يتجلى ذلك في دائرية التعرض للموضوعات المتعلقة بالدراسات المستقبلية، فنجد كتابات تتحدث عن وعي المستقبل عند العرب وإشكالياته وغيابه، ثم تأتي أخرى تتحدث عن أهمية الدراسات المستقبلية والتعامل العلمي العقلاني مع المستقبل العربي، ثم الاضطلاع بمشروعات بحثية في الدراسات المستقبلية وما يصاحبها من مقالات ودراسات التعريف بدراسات المستقبل وتقييم تلك المشروعات، لتنتهي بعض دراسات أحد المشروعات (لمركز دراسات الوحدة العربية) إلى نتيجة أن المستقبل كقضية لم يدخل في الوعي العربي لتبدأ من جديد دورة كتابات المستقبليات بالحديث عن إشكالية كبرى وهي قضية الوعي العربي بالمستقبل، و«بزوغ علم المستقبل» مرة أخرى والتعريف مجددا بالدراسات المستقبلية وأهميتها...الخ.
هناك ملاحظة أخرى تتعلق بنقل دواعي الدراسات المستقبلية وأهدافها، إذ نشأت الدراسات المستقبلية الغربية لدواعٍ إستراتيجية تزامناً مع الصدام العسكري بين معسكري الحرب الباردة، حيث تطورت الدراسات المستقبلية «في أحضان المؤسسات العسكرية والشركات المتعددة الجنسية، وارتبطت أغلب الدراسات بتلك المؤسسات والشركات بحيث ظلتا تحتكران ثلثي الدراسات المستقبلية...إن أكثر من 66% من العلماء العاملين في ميدان البحث العلمي ينشطون في مجال الأسلحة، أي الميدان السلبي للحضارة.» هذه الأولوية الاستراتيجية تطبع دواعي وأهمية القيام بدراسات مستقبلية في بعض الكتابات، فمثلاً نجد.. «في إطار مصر والوطن العربي فان الدراسات المستقبلية لها أكثر من سبب. فهناك إسرائيل والاختلال الاستراتيجي المتزايد في المنطقة...وهناك آثار الكساد العالمي على الثورة النفطية...وهناك ضرورة الاستعداد منذ اليوم لحقبة ما بعد النفط...».
ليس الغرض من هذه الملاحظة التقليل من شأن التحديات الاستراتيجية والأمنية ودورها في الدراسات المستقبلية، أو العلاقة بين الدراسات الاستراتيجية والمستقبلية، لكنها تتخوف أن يكون نقل الدراسات المستقبلية كمفهوم - من ناحية- قد صاحبه نقل لنفس الأولويات وبنفس الدواعي التي سوغت لوجودها في سياق مختلف، فيغلب على قائمة الدوافع المؤسسة للدراسات المستقبلية اعتبارات الدفاع والأمن القومي (على أهميتها) دون إدماجها في منظومة متكاملة من الدواعي، والأهداف أيضا.
هذا الاقتطاع يفسر وجود دعاوى لمراجعة مفهوم الاستراتيجية ذاته ليوسع من مجاله حتى يغطي مساحات لم يكن يتعامل معها من قبل، فإذا كان الدفاع والأمن القومي هما محور الاهتمام التقليدي للدراسات الاستراتيجية، فإن ذلك قد لا يمثل أولويات بالنسبة لأقطار العالم الثالث، أو بمعنى أدق يجب أن تسكن هذه الاهتمامات في إطار شامل من المشكلات والأولويات. ومن ناحية أخرى يوجد تخوف من أن تكون الدراسات المستقبلية كمجال دراسة رد فعل فقط للخطوات الاستراتيجية التي يتخذها الآخر فتأتي مشروعات دراسات مستقبلية كبرى رداً على «أول دراسة مستقبلية أنجزت في المنطقة (التي) صدرت في إسرائيل فترة الستينات»، من دون إدراك مماثل لتحديات -مهمة أيضا- لكن هذه المرة ذاتية.*
3-من حيث الإطار المرجعي:
الإشكالية هنا - مرة أخرى – هي كيفية التعامل مع مجال دراسة برز في الغرب وفرض أمام كتاب غير غربيين موقف رد الفعل تجاهه. تختلف الكتابات طبقاً لأطرها المرجعية اختلافاً قد يعد انعكاساً للاتجاهات العامة في العلوم الاجتماعية العربية التي سعت لتحديد نموذجها المعرفي Paradigm الخاص أو «الأصولية المنهجية الجديدة» على حد التعبير الوارد في أحد كتابات الأستاذ السيد يسين...فهو في إطار تتبع حركة العلم الاجتماعي العربي لاحظ تهاوي نموذج معرفي Paradigm والدخول في عملية إبداع لآخر جديد، وحدد ملامح النموذج المعرفي القديم الذي استمد من علم الاجتماع الغربي ومن ثم تبنى عدداً من أفكاره ومسلماته، وحدد بداية النقد لهذا النموذج المعرفي بالتساؤلات والشكوك لتلك الأفكار الرئيسية المشتركة: كصلاحية الاعتقاد في علم اجتماعي متحرر من القيم، حياد الباحث تجاه مشكلته البحثية في مقابل التزام الباحث...الخ. إلا أن ما يعنينا هنا هو المسارات الثلاثة التي اتخذتها عملية بناء نموذج معرفي جديد كما يحددها وهي ثلاث اتجاهات تتنافس في إطار عملية تشكيل هذا النموذج المعرفي:
محاولة تشكيل نموذج معرفي ماركسي لتحل محل الأصوليات المنهجية (النماذج المعرفية) الوضعية والوظيفية.
اتجاه تأسيس علم اجتماع عربي يدعو إلى بناء نموذج معرفي عربي يكون أكثر ملاءمة لدراسة المجتمع العربي، بدلاً من الاعتماد على النظريات الغربية وعلى طرق البحث المستوردة التي لا تعين على الفهم العميق للمشكلات الاجتماعية العربية.
الاتجاه الثالث يقدم نموذج معرفي إسلامي ليحل محل النماذج الغربية، أو الأجنبية، أو المغتربة.
وفي محاولةٍ للربط بين تلك الملاحظات حول تلك النماذج المعرفية البازغة والمتنافسة –كما صنفها الأستاذ السيد يسين- وبين تصنيفات الكتابات السابق توضيحها، وبين الأهداف التي ارتأتها تلك الكتابات ضرورية لتبني الدراسات المستقبلية، وفي إطار إدراك أن تلك الأهداف والأولويات لا تخلو (ولا يجب لها أن تخلو) من اعتبارات قيمية، بل قد تأتي من مواقف أيديولوجية في بعض الأحيان؛ يمكننا أن نلحظ:
اتجاه يعبر عن اهتمامات قومية عربية، ومن ثم تغلب الاعتبارات الاستراتيجية وأهداف التكامل القومي العربي، على تفسير أهمية الدراسات المستقبلية العربية، وفي بعض الحالات قد يسيطر هاجس اللحاق بركب الدول المتقدمة وتزايد الرهان على العقلانية والتعامل مع الواقع كما هو لا كما ينبغي أن يكون.
اتجاه يهتم بمشاكل التنمية المستقلة، والإعلاء من الاعتبارات الاقتصادية-الاجتماعية في إطار يعكس مقولات مدرسة التبعية.
اتجاه يهتم بالمنظور الحضاري الإسلامي، يهتم بأهمية تفعيل النظر الاستشرافي في صياغة علمية وفي إطار الرؤية الكونية التوحيدية، وبمستقبل الإسلام/الأمة الإسلامية، وقد ينطلق من قناعة أن الدراسات المستقبلية يجب أن تكون حساسة معرفياً ومرتبطة بالسياق الحضاري والثقافي، ومن ثم تكون دراسات مستقبلية حضارية.
4- من حيث الإطار المنهجي:
يلاحظ بصدد عدد من الكتابات التي أرادت التعريف بالدراسات المستقبلية أنها تمر مرور الكرام فيما يتعلق بالمناهج، ونستطيع أن نرد ذلك إلى تعقد مسألة المنهج عموماً، وفي الدراسات المستقبلية على وجه الخصوص، فمن ناحية تتفق عدد من الكتابات على أنه لا يوجد اتفاق على مسألة المنهج، ومن ناحية أخرى هناك إشكالية الطبيعة البينية للدراسات المستقبلية التي تجعل منهجها يصطبغ بمنهج الحقل العلمي الذي تتم فيه، نجد في مقابل ذلك أن المشروعات البحثية المستقبلية الكبيرة أولت مسألة المنهج اهتماماً أكبر، وإن كان على سبيل تحديد وتعيين المنهج الذي سيتم اتباعه في الدراسة، فنجد على سبيل المثال مشروع «استشراف الوطن العربي» حاول صياغة منهجية، تراعي «الاستفادة من خبرة ونتائج ومجهودات بحثية مستقبلية أخرى تمت في الغرب، أو في العالم الثالث، أو بواسطة منظمات دولية أو في الوطن العربي» مع الحذر من المناهج والأساليب الشائعة في الفكر الاقتصادي الغربي، ومحاولة إبداع في مناهج بديلة وليس فقط الهروب من المناهج والأساليب المستعارة... ومن هنا تم تبني موقف نقدي من المصطلحات ومضامينها والوصول إلى منهج مركب (التحليل المستقبلي) أو الاستشراف.
أما تلك الكتابات التي تتحدث عن الدراسات المستقبلية – وليست دراسات مستقبلية في حد ذاتها- وتعرضت لمسألة المنهج نجدها تنقسم إلى:
- كتابات تعرض للمناهج الغربية بالرصد والشرح والتوضيح. (فتوضح أنواع السيناريوهات، أو تتحدث عن تكنيك دلفي...الخ).
- كتابات تؤكد ضرورة بناء منهاجية تتفق والإطار المرجعي (تتفق و«ما قبل المنهج»)، مثال: محمد بريش (حاجتنا إلى علوم المستقبل)، ود. أحمد صدقي الدجاني...الخ.
- كتابات تخطو فوق ذلك لمحاولة اقتراح / تأصيل لمنهجية إسلامية.

مثال:- الاهتمام بالاتجاه السنني والمنظور المقاصدي.
-محاولة تأصيل منهاجية لدراسة المستقبل مع الاستفادة بمقولات اقتراب تحليل النظم لدراسة مستقبل الإسلام.
- التعامل مع الدراسات المستقبلية الإسلامية كحالة من مجال الدراسات المستقبلية الحضارية التي سبق ذكرها، مثال: تقسيم د. سهيل عناية الله للاقترابات المعرفية للدراسات المستقبلية إلى ثلاث: التنبؤي (يهدف للربط المباشر بين المعلومات والنظرية لأجراء تنبؤات)، الثقافي التأويلي (الذي يمكن من خلاله عقد مقارنات من خلال مقاربات ثقافية مختلفة)، والنقدي (الذي يخطو أبعد من ذلك لكي يجعل من وحدات التحليل ذاتها إشكالية لامعطى)...و يرتبط المدخل الثقافي والمدخل النقدي بفكرة الدراسات المستقبلية الحضارية Civilizational Future Studies، التي تقول أن وراء الحقائق الإمبريقية سياقاً ثقافياً وأن وراء ذلك رؤى للعالم. ومن ثم يجب الاهتمام بتأثير رؤى العالم المختلفة ليس فقط على الدراسات المستقبلية ولكن أيضاً على كيفية تخيل المستقبل، والخروج من أطر التشبيهات المجازية الغربية (المستقبل كفوضى، أو كلعبة الزهر...الخ) عن طريق أساليب وأدوات تكسر من الأطر الحالية (أسئلة ماذا لو، تحليل القضايا البازغة...الخ).
تجدر الإشارة هنا إلى أن محاولة التصنيف هذه لا تهدف إلى الإيحاء بوجود اتجاهات مستقبلية مستقرة ومتمايزة، فتمايز الاتجاهات يأتي في إطار استقرار وتواتر الأدبيات التي تعبر عنها ولا يمكن اعتبار أن مجال الدراسات المستقبلية الإسلامية قد شهد هذا القدر من التواتر والاتساق والتراكم...فهناك في الواقع درجة عالية من التداخل بين تلك الاتجاهات، مما يعني أن تلك التوجهات ليست جزراً منعزلة، بل دوائر قد تتقاطع وتتداخل في مناطق وتتمايز في أخرى.
ليست هذه الملاحظة من قبيل الحجة الاعتذارية التي يكثر استخدامها وهي مشكلة قلة ما كتب عن موضوع الاهتمام، فقلة المكتوب في الواقع لا تمثل مشكلة هذا الموضوع (أو أي موضوع: فـ«كثرة التأليف في العلوم عائقة عن التحصيل»)، بل إن من المدهش تعدد الكتابات حول موضوع حديث وغير مطروق كهذا، ولكن تكمن المشكلة في الكيف لا الكم، الذي يعكس هنا حالة من عدم وضوح الوجهة والتي تعكس حالة مجال الدراسة نفسه.
يمكن من خلال تتبع جانب من تلك الكتابات ملاحظة نمط دائري في تناول الموضوعات، وهو ما سبق الإشارة إليه ورده إلى فكرة المسارعة لاستيراد الدراسات المستقبلية (كمفهوم ومجال دراسة) وتطبيقها بشكل يتغاضى عن اعتبارات الملائمة والدواعي والضرورات والأهداف مما يجعلها على أجندة البحث كإشكالية لاكأداة مساعدة ومفسرة.
بالإضافة إلى ذلك، تجدر الإشارة أيضا إلى التعامل مع أكثر من مفهوم كأنه يعبر عن معنى واحد، فالرغبة في ربط فكرة الدراسات المستقبلية بالوعي المستقبلي وغيرها من المفاهيم المهمة المرتبطة، والتعامل معها جميعاً في نفس الوقت يجعل المتابع مضطراً لبذل جهد مضاعف لاكتشاف الروابط (والتي تكون عادة الهدف من استدعاء جملة المفاهيم في نفس الموضع)، ولاكتشاف الفروق،* وهذا التداخل في المفاهيم يعوق إمكانيات التراكم، فالتحديد شرط أساسي للبناء، سواء جاء هذا البناء عن طريق الاتفاق أو الاختلاف، فبدون هذا التحديد يدخل الاتفاق في إطار التكرار لا الإضافة، ويأتي الاختلاف لبناء جزر منعزلة بدلاً من المساهمة في خلق حالة من العصف الذهني.
و تعتبر تلك الحالة من العصف الذهني أساسية لخلق أي قابلية للتراكم، فالأفكار والرؤى ستظل كما هي طالما لم تتعرض لعمليات متتابعة من الصقل وذلك بمواجهتها أمام الأفكار الأخرى*، وكذلك الإسهامات في أي مجال تحتاج إلى عمليات متتالية من الصقل والتطوير والتلاقح...وبالتطبيق على مجموعة الكتابات موضع المتابعة، يمكن الملاحظة أن أكثر الكتابات تحفيزاً على التفكير وإثارةً للأسئلة، كانت تلك الكتابات التي جاءت في إطار تقييم المشروعات (سواء العربية أو العالمية)، وأعمال المحاضرات والندوات التي كانت تفسح مجالاً للمناقشة وحرية لنقد الأفكار والاجتهادات المطروحة.
هل يعني وجود أزمة في التراكم عدم الإمكانية من الاستفادة من تلك الكتابات؟
5 – قضايا إشكالية في الدراسات المستقبلية العربية
إن القطع بعدم إمكانية الاستفادة من الكتابات العربية والإسلامية يمثل بخساً لتلك الكتابات والتي مثلت –في معظمها، وعلى الرغم من الملاحظات عليها- محاولات جادة للتعريف وبالإشارة لأهمية الدراسات المستقبلية، وعلى الرغم من تعدد الاتجاهات إلا أنه تظل هناك-كما سبق الذكر- درجة من التداخل بين تلك الاتجاهات، مما يعني أن تلك التوجهات ليست جزراً منعزلة، بل دوائر قد تتقاطع وتتداخل في مناطق وتتمايز في أخرى، وهذا التقاطع والتداخل والتمايز قد يتيح لنا مساحات وسبل للاستفادة وذلك من خلال تناول عدد من الإشكاليات التي ظهرت من خلال تتبع الكتابات:
المصطلح العربي:
يرى د. إبراهيم العيسوي أنه لم يتحقق تراكم بالقدر الكافي على مستوى المفاهيم والمصطلحات، حيث لم يتم إنجاز أية دراسة مستقبلية خلال ما يقترب من عقد كامل، وأنه على الرغم من الوجود الدائم للمنشغلين بمسميات الأشياء إلا أنهم عادة ما يكونون هم أقل الناس صلة بصناعة مضمون الشيء المسمى. ولعل تلك الملاحظة تعبر عن اختلاف وجهات كل من المهتمين بالدراسات المستقبلية والعاملين عليها، حيث يوجد مساحة فاصلة تمنع اكتمال دائرة الاعتماد المتبادل بين النظرية والتطبيق وكأن كل فريق يتحدث في جزيرة منفصلة عن موضوع منفصل.
عبرت عدة كتابات عن إشكالية عدم الاتفاق على مصطلح واحد للتعبير عن الدراسات المستقبلية، من المستقبلية إلى علم المستقبل...إلى آخر ذلك من المسميات، وعزت ذلك إلي عدم الاتفاق على المصطلح الأجنبي (في اللغة الإنجليزية والفرنسية)، لاختلاف الرؤى والدلالات الكامنة خلف كل مصطلح من تلك المصطلحات الأجنبية ومن ثم تنتقل تلك الاختلافات لنظيرتها العربية من خلال الترجمة. (ولا نملك هنا إلا الإشارة مرة أخرى إلى فكرة استيراد الإشكاليات مع استيراد المفهوم)
ومع ذلك ثمة اجتهادات حول المصطلح العربي تتمحور في معظمها حول مصطلح الاستشراف:
الاستشراف لغة يعني «تحديد النظر إلى الشيء بشكل يجعل الناظر أقوى على إدراكه واستبيانه، كأن يبسط الكف فوق الحاجب كالمستظل من الشمس، أو أن ينظر إليه من شرفة أو مكان مرتفع، أو يمد عنقه ويسدد بصره نحوه، كل ذلك يفعله للإحاطة بشكل الشيء والتدقيق في ماهيته.»
يفرق مشروع «استشراف مستقبل الوطن العربي» بين المصطلحات طبقاً للمناهج المختلفة في دراسة المستقبل التي تعبر عنها، فيفرق بين إطلاق النبؤات (يفترض أن المستقبل محتوم ومحدد سلفاً والمطلوب هو الكشف عنه)، وإجراء التنبؤات (بناء قاعدة صلبة من المقدمات وتبنى عليها النتائج في صورة قدر محتوم)، التخطيط للمستقبل، المستقبليات (تركز على البعد التكنولوجي، وبالتالي تبعد عن الشمولية المطلوبة ولا تعطي للعوامل الإنسانية القدر نفسه من الوزن في استطلاع مردودها على ما عداها)، أما الاستشراف فهو للدلالة علي منهج مركب يسعى لإجراء مجموعة من التنبؤات المشروطة، أو المشاهد التي تفترض الواقع تارة، والمأمول فيه تارة أخرى، وتتمثل خصائص هذا المنهج في: الشمولية، تجنب التحيز، الجمع بين الأسلوبين الكمي وغير الكمي، الترابط بين الأنساق وعدم الاكتفاء بنسق وحيد شامل، والقدرة على استخدام أسلوب المحاكاة.
أما من حيث دلالة المصطلح، فمن المهم الإشارة إلى ملاحظة مهمة أوردها د.محمد بريش:
وعلى الرغم من أننا نميل إلى الاستمساك باسمٍ لعلوم المستقبل تضرب جذوره اللغوية في لغة العرب الأوائل، فإننا لا نسعى إلى نهج أسلوب إسقاط التعابير المعاصرة على مفردات تراثنا اللغوي، ولن نحاول عبثاً تحميل التاريخ ما لا يحتمل، وندخل على التراث ما ليس فيه، فنتصنع أصولاً إسلامية أو تراثية لعلوم المستقبل الحديثة، أو نختزل نصوصاً للبرهنة على سبق العرب والمسلمين في ميدان الاهتمام بالمستقبل.

## التفريق بين مفاهيم مختلطة
يفرق سهيل عناية الله (ربما بشكل غير مباشر) بين الدراسات المستقبلية والرؤية، ويربط الأخيرة بعنصر الخيال والتخيل، فالرؤية لا تتساءل فقط عما قد يكون عليه المستقبل بل عما يجب أن يكون عليه هذا المستقبل أيضا، ومن ثم تتضمن الرؤية قدراً من الانفصال عن الحاضر بما يصعب معه الوصول إليها من خلال نماذج المحاكاة)، وعلى هذا النحو فإن الرؤية غير مقصورة على التحليل الفكري فقط بل وتأتي من خلال وسائل المعرفة والتعبير الأخرى كالشعر والفن..الخ. ويتزايد إدخال عنصر الخيال في الرؤية عندما تتحول بعض صور المستقبل الممكنة إلى مستحيلة بسبب هيمنة رؤية معينة للعالم تنفي شرعيتها.
برغم محورية دور الخيال في تحقيق قدر من الانفصال عن الواقع، فإن هذا الانفصال لا ينسحب على الأطر المرجعية، إذ يظل النموذج المعرفي الإسلامي Paradigm نقطة الانطلاق لعملية الرؤية. يمثل النموذج المعرفي الإسلامي إطار الرؤية، يحددها ولكن لا يخضعها لأحداث معينة مثل الثأر من فرد أو أمة أو حضارة. وعليه يمثل هذا الإطار عنصر فصل وربط: يرتبط بجوهر خبرة المسلمين، وينفصل عن قيود الحاضر ومن ثم تصبح الرؤية ذات توجه مستقبلي وليس تخيلياً محضاً.
كما يفرق سهيل عناية الله (هذه المرة بشكل مباشر) بين الدراسات المستقبلية والتخطيط، فعلى الرغم من ارتباط نمو الدراسات المستقبلية واكتسابها الشرعية بنمو الحاجة للتخطيط القصير والطويل الأجل، فإن هذا لا يعني أن الدراسة المستقبلية مرادفة للتخطيط، فالاستشراف له موقعه من التخطيط وناتجه الذي يتجاوزه، فهناك اختلافات في:
- المدى الزمني، حيث إن الدراسات المستقبلية ذات توجه أطول مدى.
- التخطيط يلتزم بمستقبل واحد معين، أما الدراسات المستقبلية ترى المستقبل تعددياً مفتوحاً. (أي إذا كان التخطيط يضيق من خيارات المستقبل، فان الدراسات المستقبلية تبتغى توسيعها ومن ثم فهي تجعل من الافتراضات الأساسية إشكالية)
-التخطيط عملية تتم من القمة إلى الأسفل، أما الدراسات المستقبلية تفاعلية تتضمن تعدد المشاركين قدر الإمكان.
- توجد مساحة في الدراسات المستقبلية للأخلاقيات (ما يجب أن يكون عليه المستقبل؟) بدلا من مستقبل غير ملتزم.
- الدراسة المستقبلية حساسة معرفياً، ومفتوحة للتفسيرات المتعددة للواقع، وتتعدد بها المستويات (الأحداث، وأسبابها ورؤى للعالم الكامنة تحت عملية المعرفة والاكتشاف)
-التخطيط مرتبط بصانع القرار، بينما الدراسة المستقبلية مرتبطة برؤية وإرادة.
- كما أن التخطيط يرى في المستقبل صورة أفضل لنموذج الحاضر، بينما ترى الدراسة المستقبلية الحاجة إلى تصور مستقبلات مختلفة عن الحاضر.
و يفرق د. محمد بريش بين الاستراتيجية والدراسة المستقبلية والتخطيط (مع بيان أهمية العلاقة بينهما):
[فـ]الاستراتيجية قد تترادف أحياناً مع التخطيط، لكن التخطيط يتضمن عدة عمليات، فالتخطيط أسلوب فني يسعى من خلاله التنظيم أو الإدارة إلى تحديد الأهداف، وتحديد المسار، وتقدير الموارد البشرية والمادية، واختيار البدائل، ووضع القواعد، ورصد الميزانيات، ووضع البرنامج المفصل للجداول الزمنية، كل هذا يسمى تخطيطاً، لكن الاستراتيجية تأتي بعد تحديد الأهداف. فالتخطيط يشمل ضمن ما يشمل من العمليات انتقاء الأهداف واختيارها ووضعها، لكن الاستراتيجية هي كيفية الوصول إلى تلك الأهداف.
فضلاً عن ذلك فإن الاستراتيجية عادة ما تكون مرنة ومفتوحة على أكبر عدد ممكن من الاحتمالات والبدائل التي تمت دراستها بناء على استشراف المستقبل وتوقع ردود فعل الخصم.وما دامت «الاستراتيجية» هي فن قيادة المعارك، فهي تعتمد أساساً على استقراء الواقع واستشراف المستقبل.

## إشكالية الأدوات المنهجية
ثمة إشكالية على مستوى المنهجية تتمثل في تفاوت المواقف بين عرض للمنهجيات الغربية (والتي عادة ما تنحصر في الأدوات المنهاجية)*، والدعوة إلى تطوير منهجيات مستقلة، ومحاولة تطوير هذه المنهجيات المستقلة في بعض الكتابات (تهتم بمستوى المنهجية والمنهج وليس بالضرورة الأدوات المنهجية)، تلك الإشكالية جاءت في بعد منها كانعكاس لأزمة المنهجية في الدراسات المستقبلية الغربية حيث تشير عدد من الكتابات على عدم وجود منهج متفق عليه في الدراسات المستقبلية.
تتعلق بهذه الإشكالية على مستوى المنهجية والمنهج، إشكالية أخرى تتعلق بالأدوات المنهجية:
فيشير ضياء الدين سردار في مستهل كتابه The Future of Muslim Civilization أن الأدوات الجديدة للدراسات المستقبلية لها قيمة، إلا أنه لا يجب الاعتماد عليها تماما فنشأتها الغربية تحملها تحيزات وأحكاماً غربية، هي بالتأكيد مفيدة في تحليلاتنا، لكن استخدامها يتطلب درجة من الوعي بالأطر التي نشأت فيها، ومن ثم إدراك أنها قد تنتج مستقبلات بديلة لا تناسب الاحتياجات والأهداف والقيم الإسلامية. وفي نفس المعنى – ولكن في إطار أوسع يشمل الدراسات السياسة الإسلامية- أشار البعض إلى أن عمليات الاستفادة من المنهجيات الغربية في مجال الأدوات على وجه الخصوص مهمة لكن في سياق وعي باللياقة المنهاجية والفاعلية.
في هذا الإطار، برزت إشكالية الأدوات المنهجية في عدة كتابات في إطار المفاضلة بين الأدوات الكمية والكيفية، أو بالتأكيد على ضرورة الجمع بينهم: المناهج الكمية (لتفضي إلى الدقة) والكيفية (لتفضي إلى الرؤية). وهنا يطرح رأي فكرة أن دقة النتائج لا ترتبط بأسلوب التحليل ولكن بعمق هذا التحليل (سواء كان كمياً أو كيفياً)، وأنه إذا لم يتم وضع ضوابط منهجية صارمة يسهل الوقوع في أخطاء علمية. ويرى د. المهدي المنجرة أن التحليل الكمي مرحلة ضرورية لضبط المؤشرات وتجسيم الرؤى، وأن المبالغة في استخدام أساليب كالنمذجة الرياضية مثلاً لا يرجع إلى المنهج، بل إلى كيفية استخدامه دون مراعاة حدوده.
تجدر الإشارة إلى أن الدراسات المستقبلية بدأت تأخذ شرعية كـ«علم» بقابلية تطبيق الأدوات الكمية في دراسة المستقبل، حتى لا تتهم بأنها عملية تخيلية محضة، إلا أنه لا يجب الخلط - في هذا الإطار- بين الدقة التي توفرها الأساليب الكمية والموضوعية التي تدعيها أحياناً، فإذا اعترفنا بالمقولة الشائعة بأن الأرقام لا تكذب، فان ذلك لا يعني بالضرورة أننا لا نستطيع أن نكذب بالأرقام، ومن ثم فإن اللجوء للتكميم قد يكون ابتغاءً للدقة لكن ليس بالضرورة الموضوعية، ويكون أيضا بادراك أن المبالغة في تطبيق الأساليب الكمية قد يقف عائقاً أمام رسم صورة صحيحة للواقع، حيث يصبح من الصعب الأخذ في الاعتبار الظواهر التي لا تقبل بطبيعتها الخضوع للتكميم.

## موقع الدراسات المستقبلية بين العلوم
إشكالية أخرى متعلقة بالدراسات المستقبلية، هي موقعها بين العلوم، وتلك الإشكالية تتباين بخصوصها الكتابات:
يرى د. المهدي المنجرة أنها ليست بعلم وإن استعانت منهجياتها ببعض العلوم الدقيقة والاجتماعية، ويتفق معه في ذلك د. أحمد صدقي الدجاني حيث يرى أنها وإن لم تكن علماً بمفهوم العلم التجريبي فإنها تحاول اعتماد مناهج علمية تنأى بها عن التنبؤ. ويرى د. محمود زايد نقلاً عن «أوسيب فليختهايم» أن «علم» المستقبل ليس من العلوم البحتة كالرياضيات، وإنما هو كعلم الاجتماع الذي يقوم على نوع من المعارف الدقيقة عن الإنسان وعالمه.
ضمن الاتجاه الذي يري الدراسات المستقبلية علماً يرى د. ماجد فخري أنها علم استناداً إلى أنها لها موضوع محدد (و هو الكائن الممكن أي الذي لم يوجد بعد ولكنه قابل للوجود في الزمان المستقبل)، ومنهج (التجربة والاختبار: من خلال خبرة الأجيال الماضية، الاستدلال والاستقراء، والتعميم) مما يؤدي إلى الخروج بأحكام عامة متماسكة منطقياً. وإلى آخر ذلك من اتجاهات تتأرجح بين اعتبار أن للمستقبل «علم» أو باعتباره«فلسفة»، أو باعتباره «فناً»، واتجاهات تسكنه ضمن علم التاريخ أو ضمن علم اجتماع التاريخ...الخ.
في هذه الإشكالية يتناول هاني محمد خلاف موقع المستقبلية في بنيان المعرفة، فيقرر أنها لا تمثل علماً مستقلاً، لأن موضوع المعرفة فيها غير محدد (قد تتناول ظواهر اجتماعية وقد تتناول ظواهر طبيعية)، كما أن فكرة الظاهرة التي تدرسها (المستقبل) غير موجودة بالأصل، ويرى أن هذا لا ينتقص من قيمة الدراسات المستقبلية في بنيان المعرفة حيث أن المستقبلية يمكن أن تكون فلسفة ويمكن أن تكون منهجاً.
يمكن اعتبار الدراسات المستقبلية أسلوباً لدراسة ظاهرة ما، فهذا التكييف يأخذ في اعتباره الطبيعة البينية للدراسات المستقبلية واستخدامها في مجالات مختلفة (لدراسة ظاهرة طبيعية-أو اجتماعية)، مما يفسر أيضا عدم الاتفاق على مناهج محددة للدراسات المستقبلية إذ إنها بالضرورة تعتمد في دراسة ظاهرة ما على مناهج واقترابات الحقل الذي يهتم بتلك الظاهرة. لكن إذا كان الأمر كذلك فما الجديد الذي تقدمه الدراسات المستقبلية؟ فكل حقل علمي يهدف من وراء تطوير نظرياته الوصف والتفسير والتنبؤ بمسار الظاهرة في المستقبل، والظواهر الاجتماعية ومنها السياسية ليست استثناء من هذا الطموح، فلماذا تفرد أهمية خاصة للدراسات المستقبلية؟
تأتي خصوصية الدراسات المستقبلية وأهميتها في موقفها من الزمن (لا من وجهة نظر فلسفية ولكن من وجهة نظر منهجية) فعادة ما يعد الزمن متغيراً مستقلاً ويؤخذ كمعطى، ولكن الدراسات المستقبلية تأخذ الزمن بصــورة جديـة، كإشكالية لا كمعطى، وتنظر إليه على أنه متغيـر تابع للخبرة الإنسانية والحضارية. هنا تأتي أهمية التفريق بين الدراسات المستقبلية ووظيفة التنبؤ في العلوم الاجتماعية *والذي عادة ما يثير أسئلة من قبيل كيف نقيّم نجاح أو إخفاق الدراسات المستقبلية؟ وتتم الإجابة بالربط بين نجاح أو فشل النظريات الاجتماعية في التنبؤ. فتقييم (وتقويم) نظرية ما يكون في مدى قدرتها على التفسير والفعالية والقدرة على التنبؤ وترجع نتائج عملية التقييم تلك، في إطار تغذية استرجاعية لتقويم النظرية (في إطار اختبار النظرية)، في ضوء مدى ملائمتها لدراسة الواقع.
أما الدراسات المستقبلية فإنها لا تهدف للتنبؤ، بل إلى فتح مجالات المستقبل من خلال تحليل افتراضي بالإجابة على التساؤل: ماذا لو..؟، بالتالي فنجاح أو فشل الدراسات المستقبلية لا يقيّم بدقة التوقعات، وتحقق نبؤات* ، حيث إنها لا تهدف إلى كتابة تاريخ المستقبل، «والمجتمع الذي تقع فيه الأزمات على نفس الوتيرة التي يرصدها المستقبلي...مجتمع أليق بالمستقبلي أن يغادره ويرحل عنه.»
هل يمكن ان تكون الدراسات الميتقبلية امتداد لدراسات أخرى ممتدة في تراثنا العربي الإسلامي؟ يتركز مجال الاهتمام هنا أيضا في «الدراسات» المستقبلية، بالمعنى الذي يسعى إلى مستوى معين من الانضباط المنهجي...وعليه لا يجري البحث في كل أشكال الإنتاج الفكري ذات التوجه المستقبلي على أهميتها...فنحن بمحاولتنا البحث عما إذا كانت الدراسات المستقبلية تعتبر امتداد لدراسات أخرى وجدت طريقاً لها في مصادرنا التراثية لا نسعى لاختزال التراث لصالح اجتهادات فكرية معاصرة، وأيضاً لا نسعى لإعادة تعريف الدراسات المستقبلية بشكل يتفق مع ما نجده من إنتاج فكري في التراث لإضفاء الشرعية عليها...فابتداءً يجب أن نشير إلي ما سبق ذكره في التمهيد من علاقة أشكال الإنتاج الفكري بالواقع، مما يجعل لكل شكل من أشكال الاهتمام بالمستقبل شرعية وجوده التي تستند إلي ارتباطه في ظروف واقعه والسياق الذي يؤدى إلي إنتاجه...و من هنا لا نهدف إلى القفز فوق محددات وديناميات الواقع واختزال المساحة الزمنية من أجل اثبات تصور مسبق بتطابق الدراسات المستقبلية مع نماذج تراثية (أيا كانت المسميات)، ومن ثم إضفاء شرعية على الأولي أو تعظيم شأن الثانية...لأن تبرير وجود أي منهما إنما يأتي في ارتباطها بواقعها وقدرتها على فهمه وتفسيره وإصلاحه.
إلا أنه في هذا الإطار تجدر الإشارة إلى نماذج وأنماط مهمة ذات توجه مستقبلي في مصادرنا التراثية:
نموذج اليوتوبيا (المدينة الفاضلة) وما يشابهها من اجتهادات فكرية تحاول المقارنة بين واقع واقتراح واقع بديل.
نموذج أدب النصيحة كنقد للواقع المعاش.
نموذج الأزمة: كشفها، رؤيتها وكيفية الخروج منها.
نموذج فكرة المهداوية والتأرجح بين البشارة والأسطورة.
نموذج التأصيل النظري للسنة في فكر ابن خلدون.
و تأتي أهمية الإشارة لتلك النماذج في التراث الإسلامي لا لذاتها ولكن كتعبير عن العوامل التي أدت إلى ظهورها وانتشارها، فظهورها ليس مجرد تعبير عن النزوع الفطري للاهتمام بالمستقبل ولكن تحكمه عوامل تعكس كيفية تعامل الإنسان مع واقعه وفقاً لرؤية معينة للعالم، ولدوره ومسئوليته فيه.
تلك العوامل يربطها د. سيف الدين عبد الفتاح بثقافة «النظر» حين يؤصل لها ويبينها، فأهم تلك العوامل تتمثل في النظر الإصلاحي، والنظر التدبيري، والنظر السنني، والنظر المقاصدي. النظر الإصلاحي والنظر التدبيري يرتبط كلاهما بمفهوم السياسة، فالسياسة باعتبارها القيام على الأمر بما يصلحه، تجعل للنظر الإصلاحي دلالات استشرافية من حيث إصلاح وضع غير مرغوب للخروج إلى وضع مرغوب، والنظر التدبيري يأتي مكملاً للنظر الإصلاحي بالجمع بين عنصري الوعي والسعي...أي بإضافة عنصر الحركة والفعل الإيجابي. ويأتي كل من النظر الإصلاحي والتدبيري في إطار النظر السنني والنظر المقاصدي....الأول يؤصل للنظر الاستشرافي في إطار الوعي بالسنن المتحكمة في حركات ومجالات الكون والتاريخ والنفس والاجتماع، والثاني يتكامل مع النظر السنني بالانتقال الي الغايات العامة التي يُسعى إليها.
بتكامل تلك العوامل: الإصلاح، والتدبير في إطار الوعي بالسنن والمقاصد تشكلت رؤية إسلامية للعالم (و للمستقبل بشكل خاص) أنتجت في إطار تفاعلها مع الواقع تلك التوجهات المستقبلية المعبرة عن النظر الاستشرافي. هنا تبرز أهمية التمييز بين الدراسات المستقبلية والاهتمام بالمستقبل (أو النزعة المستقبلية)، فلا يوجد عصر أو حضارة تخلو من النزعة المستقبلية إلا أن خصائص وظروف واقعها تحكم أشكال الاهتمام به، ومن هنا لا يتم طرح التساؤلات من قبيل: هل الحضارة العربية الإسلامية أثبتت من خلال إنتاجها الفكري أنها حضارة ذات توجه مستقبلي أم لا، فمثل هذه التساؤلات لا تجد ما يسوغها، إلا ربما في حالات اختبار أطروحات معنية تتخذ مواقف منطلقة من مقولات الحتمية سواء الثقافية أو غيرها،* وهو بأي حال من الأحوال يخرج من مجال الاهتمام في هذه المقالة.
هذا العرض السابق كان ضروريا لطرح تساؤل محدد هل يمكن التحدث عن الدراسات المستقبلية الإسلامية كامتداد طبيعي للدراسات التاريخية الإسلامية؟ ولكن قد يظل التساؤل مطروحاً لماذا التاريخ بالذات؟ وللإجابة عليه تلزم توطئة أخرى تتناول علاقة الدراسات المستقبلية بالتاريخ...
ينطلق د. أحمد صدقي الدجاني في تعريفه للدراسات المستقبلية من كونها
«امتداد[اً] للدراسة التاريخية...وهي تتناول بالحديث المستقبل من خلال النظر في الحاضر والماضي... [و]هي محاولة علمية تتكامل فيها الدراسات لمعرفة جوانب صورة الحاضر وتحليلها والتعرف على مجرى الحركة التاريخية من خلال دراسة الماضي وملاحظة سنن الكون، والانطلاق من ذلك كله إلى استشراف المستقبل وتشوفه وصولاً إلى طرح رؤية له. وتتضمن هذه الرؤية توقعات يحتمل حدوثها كاستمرار للحركة التي تحكم الواقع القائم، وبدائل وخيارات وأحلاماً يجرى التطلع لتحقيقها بممارسة الفعل.»
القيام بالدراسة المستقبلية لا يعني فصل حلقات الزمن الثلاث بالتركيز على المستقبل، بل يتم النظر للزمن بحلقاته الثلاث (الماضي والحاضر والمستقبل) بشكل متوازن، وبنفس القدر من الاهتمام. تجري دراسـة ظواهر الماضي في إطار علم التاريخ، ومن هنا تظهر أهمية العلاقة بين الدراسة التاريخيـة والدراسة المستقبلية، حيث تعتبر الدراسات المستقبلية في كثير من الأحيان امتداداً للدراسة التاريخية، فإذا كان علم التاريخ يحـاول تطوير علل وأسباب للظواهر الاجتماعية الماضية، فان تلك العلل والأسباب لا تنطبق فقط على الأحداث التاريخية ولكن يمكن أن تفسر أيضا أحداث ووقائع مستقبلية افتراضية.

## أهمية الاهتمام بالدراسة التاريخية
ا) النظرة الفلسفية للتاريخ:
تختلف طبيعة وشكل وهدف الدراسة المستقبلية تبعاً لاختلاف النظرة الفلسفية لحركـة التاريـخ، وأيضا لدور الإنسان وما يمكن أن يصنعه، فرؤية مجتمع ما للتاريخ كخط صاعد، أو هابط أو دائري سيقيد بالضرورة طبيعة رؤية المستقبل ومدي تنوع وانفتاح البدائل المستقبلية الافتراضية. والتصور العام لدور الإنسان سيؤثر لا محالة على هدف الدراسة المستقبلية، فدراسة منطلقة من تصور سلبي لقدرة الإنسان قد تنزع لطابع يبغي التنبؤ ويكرس ثقافة الانتظار، بينما دراسة منطلقة من تصور إيجابي لدور الإنسان ستكون أقرب إلى التخطيط أو الإدارة بالأهداف.
ب) معرفة هدف المجتمع:
لدراسة التاريخ أهمية أخرى تتمثل في أهمية تاريخ الأفكار التي تدفع الناس في اتجاه معين، ومعرفة القيم التي جاءت من الماضي، والتعليل التاريخي لسبب وكيفية تأثر الناس بهذه القيم، فمعرفة تاريخ الأفكار «هي التي تمكن الدارس المستقبلي من التعرف على الأهداف التي بلورها المجتمع الذي يدرسه.»
قد تظهر فائدة مهمة لذلك، لأنه في أحيان يكون هدف المجتمع مختلفاً تماما عما يتم صياغته من خطط ورؤى لهذا المجتمع، حيث يحدث انفصال بين الفئة التي تحتكر صياغة تصور المستقبل وبين هدف المجتمع، وهنا، وعن طريق الدراسة التاريخية، يستطيع الباحث أن يلحظ وجود انفصال أو اتساق بين أهداف المجتمع، وبين التصورات والخطط التي تصاغ لمستقبله.
يرتبط بهذا أيضا دور التاريخ في صياغة النموذج فيكون للمجتمع (أو فئة منه) تصور عن العصر الذهبي، أو النموذج المثالي الذي عليه أن يقترب منه أو يستفيد منه، أو يعيد تحليله وصياغته ليشكل نموذج المستقبل.
ج) دراسة العوامل المؤثرة على الظاهرة موضع الاهتمام:
تأتي أهمية ثالثة للدراسة التاريخية وهي «تتبع جذور الواقع الحاضر في الماضي لمعرفة أصوله، والنظر في التفاعلات التي جرت بين عوامله الثابت منها والمتغير، وصولا إلى التعرف بعمق على كل منها وتحديد مجرى الحركة التاريخية للأحداث التي شكلته، والوقوف أمام السنن التي تحكم هذه الحركة.»
فالدراسة المستقبلية تعتمد على دراسة ظاهرة، والقيام بتحليل افتراضي (بطرح أسئلة من قبيل ماذا لو...؟) عن طريق تغيير عامل أو بعض العوامل المؤثرة في الظاهرة؛ فلكي تكون الدراسة قريبة من معطيات الواقع يحتاج الباحث إلى وضع يده على طبيعة تأثير المتغير، ومعرفة أي المتغيرات أكثر تأثيرا على الظاهرة موضع الدراسة في المجتمع موضع الدراسة، ولكي يستطيع الوصول لذلك يجب أن يقوم بدراسة تاريخية لمعرفة أي العوامل كانت أكثر تأثيراً على الظاهرة (تاريخياً)؟ ولماذا؟ ويتعذر فهم تلك العلاقات من دون الدراسة التاريخية، لأن الظاهرة السياسية غير مكتملة تتشابك فيها العوامل، فيصعب تحديد العوامل المؤثرة والأقل تأثيرا...و بهذا المعني يظهر لنا لماذا التاريخ هو المعمل بالنسبة للباحث السياسي.
إذن للدراسات المستقبلية علاقة وثيقة بالتاريخ والدراسة التاريخية فكلاهما يدرس الزمن، بل إن محاولات إدراج دراسة المستقبل ضمن المباحث العلمية ارتبطت بمحاولة تشبيهه بعلم التاريخ، فان كان «لهذا العلم، وموضوعه الماضي، قواعد ومناهج وأغراض مسلمة، فلماذا لا يكون لدراسة المستقبل قياساً عليه، قواعده ومناهجه وأهدافه أيضا؟»
ما يعنينا فيما يتصل بالدراسة المستقبلية هو كيفية دراسة المسلمين للتاريخ، والموقف الذي يتخذه المجتمع المسلم تجاه ماضيه، والمساحة التي يعطيها لفاعلية التاريخ في حاضره. فما يؤثر على المستقبل هو كيفية دراسة الماضي، وتنمية الوعي والإحساس بالتاريخ.